# Restrepia limbata
Restrepia limbata är en orkidéart som beskrevs av Carlyle August Luer och Rodrigo Escobar. Restrepia limbata ingår i släktet Restrepia och familjen orkidéer. Inga underarter finns listade i Catalogue of Life.